# グラシュティグ
グラシュティグ（英:glaistig）はスコットランド民間伝承（ケルト神話）における存在である。

## 概要
大抵の物語において、浅黒い、あるいは灰色の肌で長いブロンドの髪をもった美しい女性と描写される。彼女の下半身は山羊で、普段は長く垂れた緑色のローブまたはドレスで隠されている。
グラシュティグ ("Glashtig") はスコットランドの伝承の中の、生き物またはハッグであった。
グラシュティグには2つの種類があり、一つ目はサテュロスのようなもので、山羊か女の姿をしたハッグであると考えられており、二つ目は美女の妖精の仲間で、通常緑色のローブで着飾っている。こちらのほうは小川の土手で洗濯している時を除いてめったに見られず、緑色の乙女 (maighdean uaine) としても知られており、bean-nighe（ベン・ニーァ。バンシーの別名）と同一視されている。
アバディーン近くのMenie Houseのようなところでは「緑」は古来死の予兆であり、多くの家族が緑色の幽霊とそれを結び付けていた。
この名は明らかにマン島のグラシュタン (glashtyn) と関係があり、ギャロウェーの"sacbaun"と類似している。

## 伝説
伝説によると良くも悪くもある存在として現れる。いくつかの物語では歌か踊りで隠れ家へと男達を誘い出し彼らの血を飲むと言う。他の話では旅人の行く道へ石を投げたり、彼らを投げたりして道をはずれさせる。
よりよき者として扱われる話では（スコットランドではわずか一例のみ であるが）グラシュティグは家畜と牧夫の守護者である。
Ach-na-Creigeの町の伝承では、感謝の気持ちを込めて、彼女に飲ませるため窪んだ石に牛からミルクを注いだ。
いくつかの伝承によれば、地元のある若者が沸いたミルクを石に注いだことにより、彼女は火傷を負い、加護は失われてしまった。
彼女はいくつかの伝承では、母親たちが牛から搾乳し、父親たちが牧畜を見ている間、子供を見守るものと伝えられている。
他のグラシュティグ伝説の解釈では、彼女は不治の病の貴婦人であったが、妖精の能力を与えられ、あるいは呪いにより不死と山羊の足になった。以来「緑の婦人」として知られるようになった。
この典型として、彼女は良い存在で、家庭を見守るもの、心の弱いものを世話する。緑の婦人伝説のようなものは、Ardnacaillich, Donolly Castle, Loch Fyne, Crathes Castle 、ウェールズ地方のケアフィリを含むスコットランドの数多くの場所に関連している。
似たような話はHenniker, ニューハンプシャーに伝えられている。
3つめの話は2つのあらすじが統合されている。
クライド湾の近くの島に住んでいた不治の病の女性が妖精に襲われ、彼らの一員になるという無言の願いを承諾された。
それから彼女は島の家畜を見守っていたが、ある農夫が彼女を粗雑に扱って怒らせたので、彼女は島から去った。彼女は近くの小島から小島へと飛び移って本土へ行こうとしたが、そのうち通りかかった船に足が引っかかってしまった。
この話において彼女は、海に沈んでいき、おそらくは溺死したのだろうが、どちらにせよ再び見られることはなかった。